# 三保ユースホステル
三保ユースホステル（みほユースホステル）は日本ユースホステル協会に加盟している静岡県のユースホステル。

## 概要
1965年（昭和40年）6月1日に開設。2004年（平成16年）7月1日より長期休館中。『静岡市清水三保ユース・ホステル条例』に基づき設置された施設であったが、2005年（平成17年）4月に廃止となった。建物は既に解体され、跡地には静岡市の施設『清水三保海の家』が建てられている。

## 休館
- 当分の間、長期休業中（参照）。

## アクセス
- JR東海東海道本線『清水駅』下車、静鉄バス『三保ランド』行きに乗車25分『三保ランド』バス停下車、徒歩5分。